# Weißenburská smlouva
Weißenburská smlouva (německy: Vertrag von Weißenburg nebo Weißenburger Vertrag) prohlásila arcivévodu Ferdinanda Rakouského za vládce Královského Uherska a Sedmihradska. Toto území bylo dříve ovládáno vdovou po Janu Zápolském, Isabelou Jagellonskou. Smlouva byla podepsána ve Weißenburgu (později Gyulafehérvár) dne 19. července 1551 zástupci krále Jana Zikmunda Zápolského, Isabely Jagellonské ze Sedmihradska a Ferdinanda, krále římského.